# Ronald Gillespie
Ronald J. Gillespie, C. M. (Londres, 21 d'agost de 1924 - 26 de febrer de 2021) va ser un professor de química a la Universitat McMaster al Canadà, especialista en el domini de la Teoria de repulsió de parells electrònics de la capa de valència. Va ser nomenat membre de l'Orde del Canadà el 29 de juny de 2007.
Es va formar a la Universitat de Londres, on va obtenir una llicenciatura en ciències el 1945, un doctorat el 1949 i un doctorat (D. Sc.) el 1957. Va ser professor al University College de Londres a Anglaterra del 1950 al 1958. El 1958 es va traslladar a la Universitat McMaster a Hamilton, Ontario (Canadà), on es va convertir en professor titular el 1960. Va acabar la seva carrera com a professor emèrit. Va ser nomenat membre de la Royal Society of Canada el 1965.
Ronald Gillespie va treballar en el Teoria de repulsió de parells electrònics de la capa de valència, que va desenvolupar ell mateix amb el professor Ronald Nyholm. Ha escrit diversos llibres sobre aquesta teoria.
També va treballar en la interpretació del radi covalent de l'àtom de fluor. Per a la majoria d’àtoms, el radi covalent és la meitat de la longitud d’un enllaç químic entre dos àtoms idèntics en una molècula neutra. El càlcul és més difícil en el cas del fluor a causa de la seva elevada electronegativitat i el seu petit radi atòmic. Gillespie va fer una avaluació teòrica d’aquest radi covalent mitjançant un examen de les longituds d’enllaç entre el fluor i diversos altres àtoms.

## Publicacions (en anglès)
- Chemical Bonding and Molecular Geometry : From Lewis to Electron Densities (Topics in Inorganic Chemistry) de Ronald J. Gillespie i Paul L. A. Popelier[4]
- Atoms, Molecules and Reactions : An Introduction to Chemistry de Ronald J. Gillespie
- Chemistry de Ronald J. Gillespie, David Humphreys, Colin Baird, i E. A. Robinson